# Piropiktura
Piropiktura (gr.  πυρ (pyr) ogień, łac. pictura malowidło ) – dekoracyjna technika ceramiczna, polegająca na nanoszeniu płynnego szkliwa ceramicznego  na powierzchnię rozgrzaną do wysokiej temperatury, opracowana i opatentowana w latach 50. XX wieku przez Helenę i Romana Husarskich (Hussarskich)  .

## Technika
Piropiktura polegała na natryskiwaniu szkliwa w postaci płynnej na powierzchnię rozgrzaną za pomocą palników gazowych lub elektrycznych . Dzięki temu szkliwo ulegało wtopieniu w podłoże, a powierzchnia zostawała pokryta trwałą dekoracyjną glazurą.
Uzyskiwane barwy i odcienie wierzchniej warstwy były uzależnione od zastosowanej temperatury, atmosfery (utleniająca bądź redukcyjna) w jakiej przebiegał proces i składu chemicznego szkliwa. Uzyskany efekt zależał również od specyfiki powierzchni: jej rodzaju i faktury.
Technika mogła być stosowana np. na betonie, gruzobetonie, wybranych rodzajach kamienia, płytach plastycznych, na powierzchniach płaskich i trójwymiarowych.
Urządzenie do nanoszenia szkliwa zostało opatentowane w Polsce przez Husarskich w 1956 roku (patent nr 40274: Elektryczne urządzenie do wytwarzania glazur ceramicznych na różnego rodzaju podłożach), a sama technika w 1957 roku (patent nr 40537: Sposób wytwarzania barwnych efektów z glazur ceramicznych na dowolnego rodzaju podłożach), w 1959 i 1978 roku uzyskano jeszcze dwa patenty na urządzenia służące do piropiktury.

## Realizacje z udziałem Husarskich
- Dziewczyna z wiewiórką (50 cm × 50 cm), 1953, nagroda na I Ogólnopolskiej wystawie ceramiki i szkła artystycznego we Wrocławiu w 1954 roku[5]
- Głowa egipska (100 cm × 100 cm), 1955, technika mieszana: piropiktura z rytem[5]
- Era Żelaza (200 cm × 600 cm), 1956[6] projekt dla Huty im. Lenina, zainstalowana była obok ich domu, Kraków ul. Jodłowa 13
- Biegacze i Jeźdźcy na fasadzie Klubu Sportowego Korona w Krakowie, 1958[7][4]
- płyty z ptakami mające służyć jako godła domów w Nowym Jorku, 1959[7]
- Fryz Rycerski, 1960[8]
- Koń, 1960[7]
- Pietà, 1960, Kościół Świętego Józefa i Matki Bożej Fatimskiej w Tarnowie[9]
- dekoracje ścian sali z basenem dziecięcym Klubu Sportowego Korona w Krakowie, 1962[7]
- Chłopiec z piłką (50 cm × 50 cm) i Dziewczynka z fretką (50 cm × 50 cm), Byk, Jednooka, Centaur, 1962[7]
- Król Władysław Jagiełło dekoracja fasady Szkoły Podstawowej nr 13 im. Władysława Jagiełły, Kielce ul. Prosta 27a, 1962[10]

Po 1962 roku Husarscy zarzucili piropikturę, wykonywali swoje późniejsze prace przeważnie w technice mozaiki.

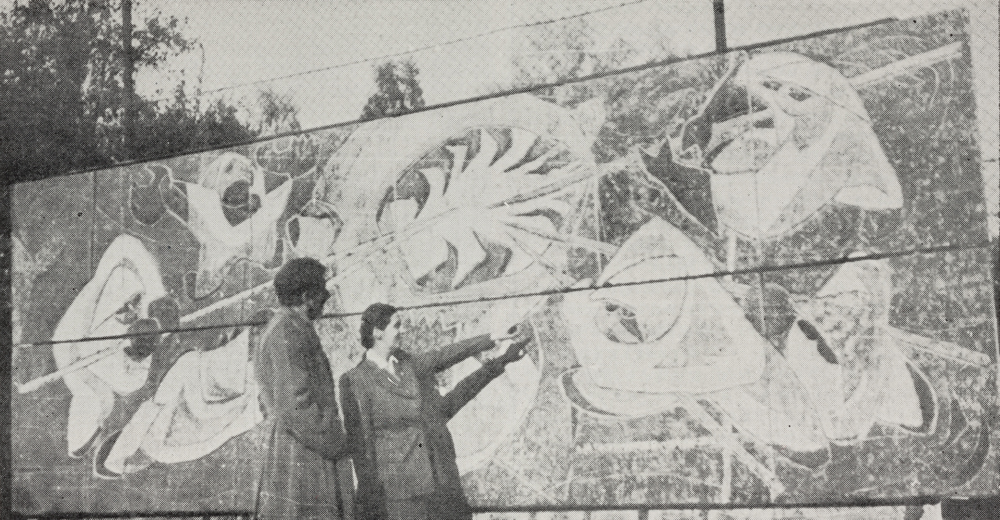
Helena i Roman Husarscy przy piropikturze Era Żelaza (ok. 1957), zaprojektowanej dla Huty im. Lenina
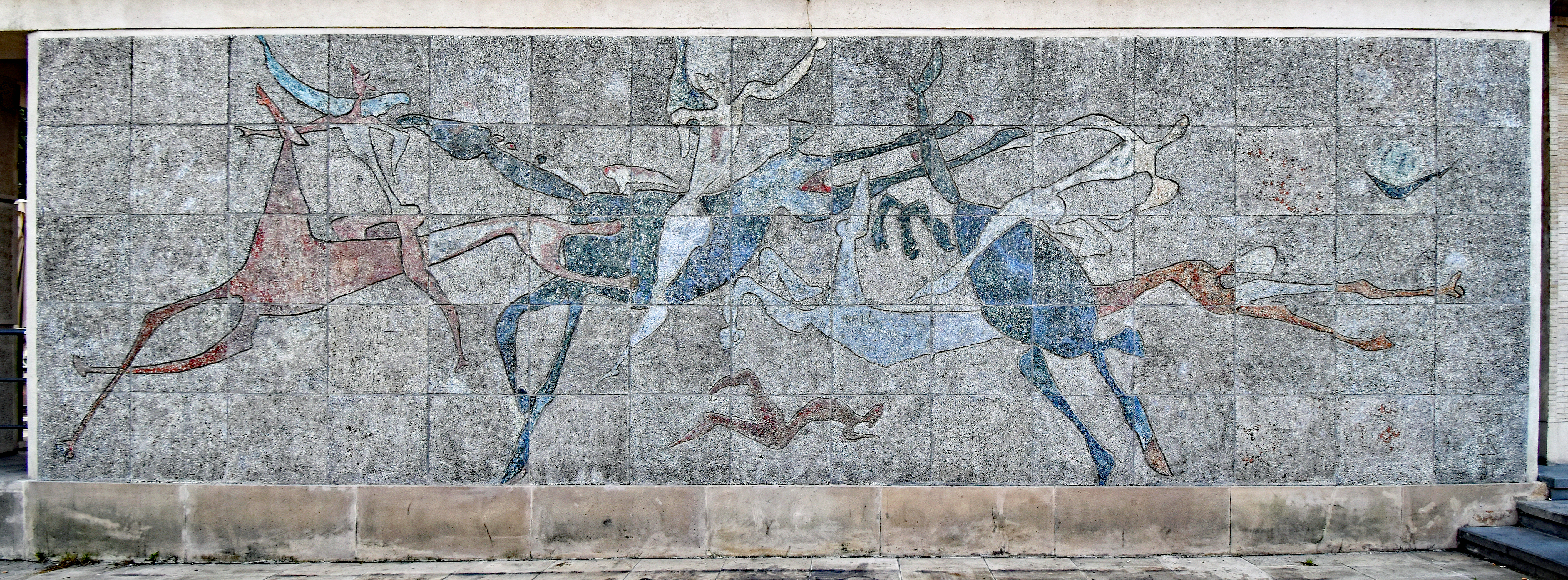
Piropiktura Jeźdźcy (1958) Fasada hali KS Korona (L) Kraków ul. Kalwaryjska 9
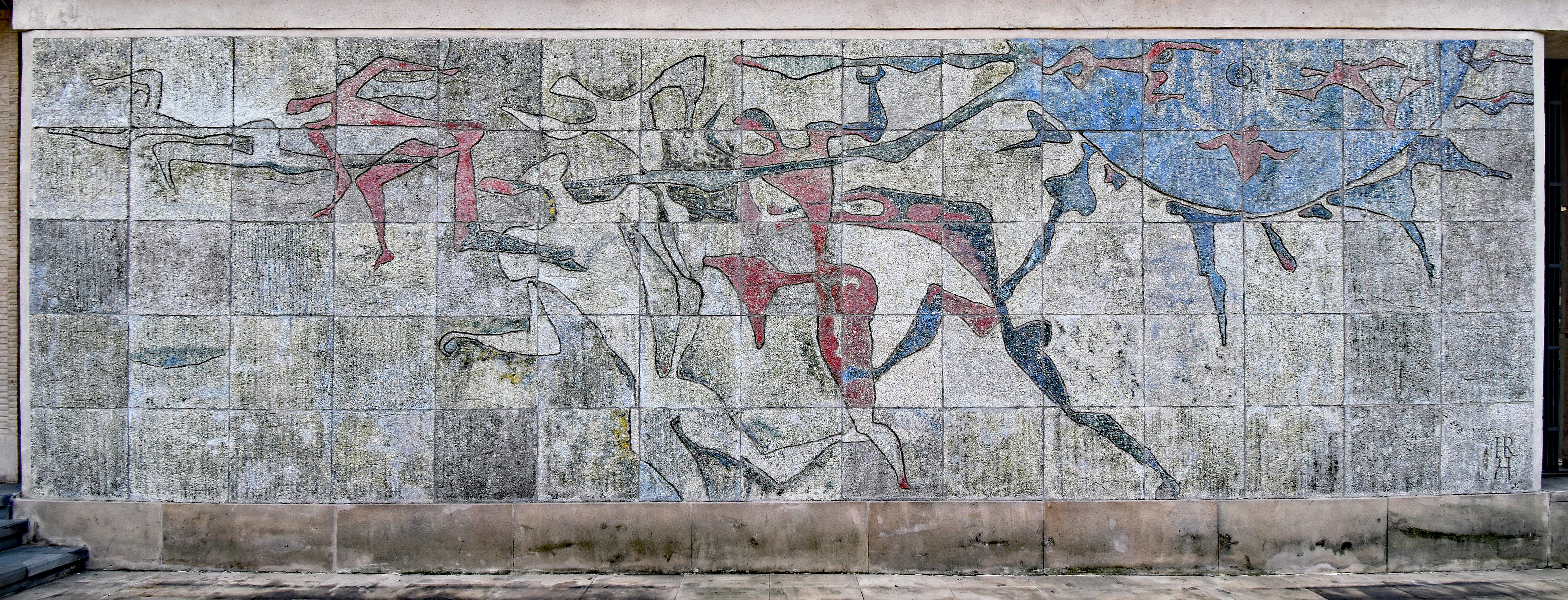
Piropiktura Biegacze (1958) Fasada hali KS Korona (P) Kraków ul. Kalwaryjska 9